# No odiaràs
No odiaràs (en italià: Non odiare) és una pel·lícula del 2020 dirigida per Mauro Mancini, en el seu debut com a director únic d'un llargmetratge, després de l'experiència del 2009 al col·lectiu que va dirigir Feisbum - Il film.
La pel·lícula, protagonitzada per Alessandro Gassmann, Sara Serraiocco i Luka Zunic, està inspirada en una notícia que va passar a Alemanya. Ha estat doblada i subtitulada al català.

## Producció
Davide Lisino i Mauro Mancini es van inspirar en una notícia que va tenir lloc l'any 2010 a Paderborn, Alemanya, on un cirurgià jueu es va negar a operar un home amb un tatuatge nazi, sent substituït per un col·lega.
El rodatge va començar el setembre de 2019 a Trieste, convertint la pel·lícula en la primera que es va rodar dins de la sinagoga de Trieste.